# Baha' Abdel-Rahman
Baha' Abdel-Rahman Mustafa Suleiman (in arabo بهاء عبدالرحمن مصطفى سليمان‎?; Amman, 5 gennaio 1987) è un calciatore giordano, centrocampista del Selangor.

## Carriera

### Club
Ha giocato in Giordania ed Arabia Saudita.

### Nazionale
Con la Nazionale Under-20 ha giocato i campionati mondiali nel 2007. Ha debuttato in Nazionale maggiore il 24 gennaio 2008, nell'amichevole Giordania-Iraq (4-1). Ha messo a segno la sua prima rete con la maglia della Nazionale il 28 dicembre 2010, nell'amichevole Giordania-Bahrein (1-2), in cui ha siglato la rete del momentaneo 1-1. Ha partecipato, con la Nazionale, alla Coppa d'Asia 2011.

## Statistiche

### Cronologia presenze e reti in nazionale
| Cronologia completa delle presenze e delle reti in nazionale ― Giordania | Cronologia completa delle presenze e delle reti in nazionale ― Giordania | Cronologia completa delle presenze e delle reti in nazionale ― Giordania | Cronologia completa delle presenze e delle reti in nazionale ― Giordania | Cronologia completa delle presenze e delle reti in nazionale ― Giordania | Cronologia completa delle presenze e delle reti in nazionale ― Giordania | Cronologia completa delle presenze e delle reti in nazionale ― Giordania | Cronologia completa delle presenze e delle reti in nazionale ― Giordania |
| Data                                                                     | Città                                                                    | In casa                                                                  | Risultato                                                                | Ospiti                                                                   | Competizione                                                             | Reti                                                                     | Note                                                                     |
| ------------------------------------------------------------------------ | ------------------------------------------------------------------------ | ------------------------------------------------------------------------ | ------------------------------------------------------------------------ | ------------------------------------------------------------------------ | ------------------------------------------------------------------------ | ------------------------------------------------------------------------ | ------------------------------------------------------------------------ |
| 06-01-2019                                                               | al-'Ayn                                                                  | Australia                                                                | 0 – 1                                                                    | Giordania                                                                | Coppa d'Asia 2019 - 1º turno                                             | -                                                                        |                                                                          |
| 10-01-2019                                                               | al-'Ayn                                                                  | Giordania                                                                | 2 – 0                                                                    | Siria                                                                    | Coppa d'Asia 2019 - 1º turno                                             | -                                                                        |                                                                          |
| 15-01-2019                                                               | al-'Ayn                                                                  | Palestina                                                                | 0 – 0                                                                    | Giordania                                                                | Coppa d'Asia 2019 - 1º turno                                             | -                                                                        |                                                                          |
| 20-01-2019                                                               | Dubai                                                                    | Giordania                                                                | 1 – 1 dts (2-4 dtr)                                                      | Vietnam                                                                  | Coppa d'Asia 2019 - Ottavi di finale                                     | 1                                                                        |                                                                          |
| 28-5-2022                                                                | Doha                                                                     | India                                                                    | 0 – 2                                                                    | Giordania                                                                | Amichevole                                                               | -                                                                        |                                                                          |
| Totale                                                                   |                                                                          | Presenze                                                                 | 5                                                                        |                                                                          | Reti                                                                     | 1                                                                        |                                                                          |

## Palmarès

### Club

#### Competizioni nazionali
- Campionato giordano di calcio: 2

Al-Faisaly: 2010, 2012
- Coppa della Giordania: 2

Al-Faisaly: 2005, 2008